# Mauro Checcoli
Mauro Checcoli (ur. 1 marca 1943 w Bolonii) – włoski jeździec sportowy. Dwukrotny złoty medalista olimpijski z Tokio.
Największe sukcesy odnosił w konkurencji WKKW. W Tokio zwyciężył w konkursie indywidualnym i drużynowym. Brał udział także w dwóch innych olimpiadach w Meksyku i Los Angeles.

## Starty olimpijskie (medale)
Tokio 1964
- WKKW: konkurs indywidualny i drużynowy (na koniu Surbean) –  złoto